# Kristina Groves
Kristina Groves (n. 4 decembrie 1976, Ottawa, Ontario, Canada) este o sportivă ce a reprezentat Canada, medaliată olimpică. A participat la 3 ediții ale Jocurilor Olimpice (2002, 2006, 2010) în care a câștigat 3 medalii de argint și o medalie de bronz.